# Christuskirche (Kitzbühel)

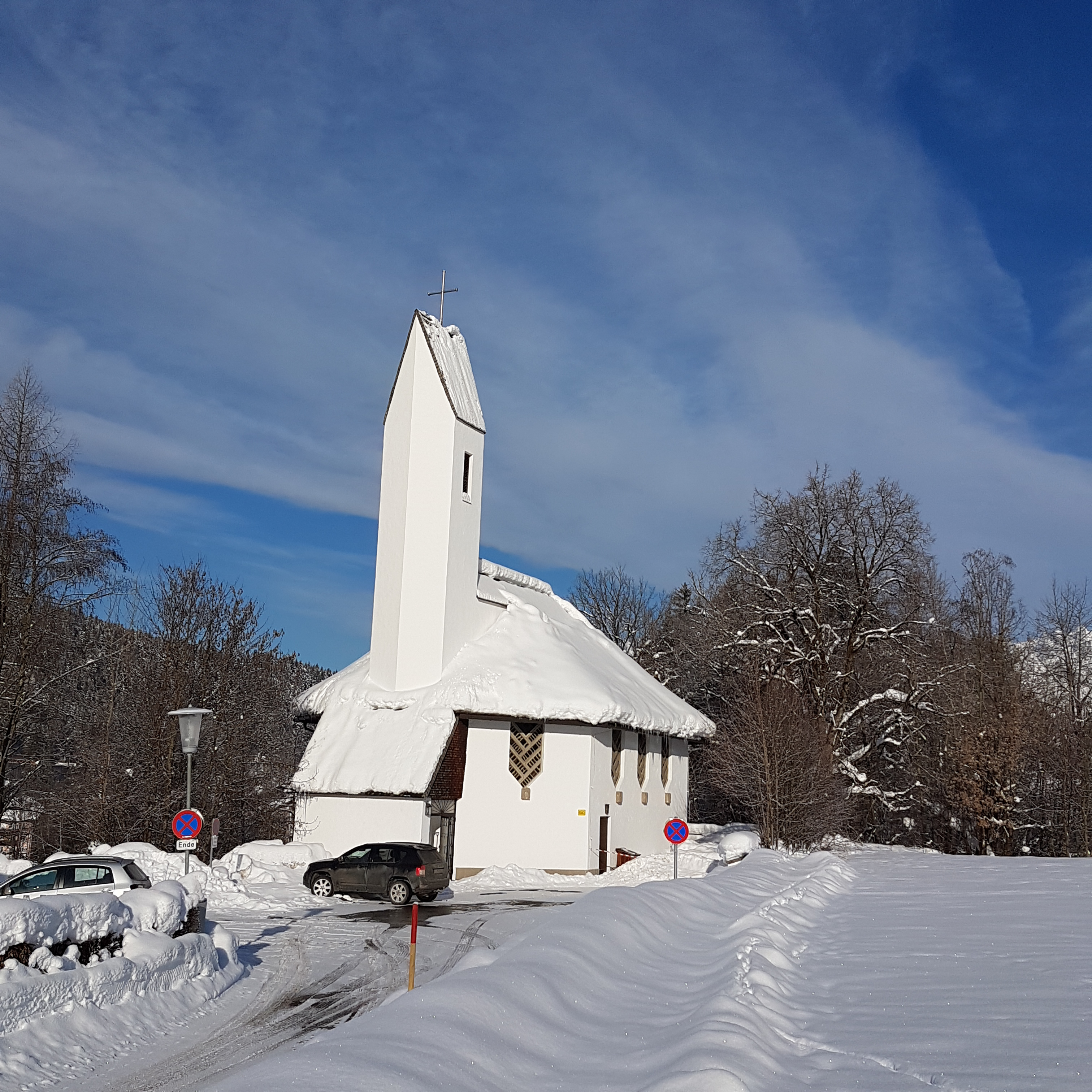
Christuskirche Kitzbühel

Die Christuskirche ist die evangelische Gemeindekirche von Kitzbühel in Tirol. Die Gemeinde gehört der Evangelischen Superintendentur A. B. Salzburg und Tirol an. Das Kirchengebäude steht unter Denkmalschutz (Listeneintrag).

## Geschichte
Bereits im 16. Jahrhundert hatte in Kitzbühel eine evangelisch-lutherische Gemeinde bestanden, die aber in der Gegenreformation um 1600 erlosch. Erst seit 1909 fanden wieder Gottesdienste in Kitzbühel statt, bevor 1927 eine von Kufstein aus betreute Predigtstation eingerichtet wurde. Nach Schenkung des Baugrundes am Ölberg 1957 konnte mit finanzieller Unterstützung des Landeskirchenamtes München, des Gustav-Adolf-Werkes Ostfriesland und der Evangelischen Kirche in Österreich die Planung eines Kirchenbaus angegangen werden, den Clemens Holzmeister in den Jahren 1960 bis 1962 ausführte. Infolge dieses Kirchenbaues kam es 1968 zur Gründung einer eigenständigen Pfarrgemeinde Kitzbühel.

## Kirchenbau
Der von Clemens Holzmeister über einem länglichen Polygon errichtete Kirchenbau mit heruntergezogenem geschindelten Walmdach und einem daraus hervorwachsenden polygonalen Turm setzt sich in betont landschaftsbezogener Weise mit der Umgebung auseinander, wie auch im Innern des Kirchenraums durch die offene Dachkonstruktion eine Beziehung zur regionalen Bauweise hergestellt ist.

## Orgel
Bei ihrer Fertigstellung 1962 erhielt die Christuskirche eine Schleifladen-Orgel des Orgelbauers Fritz Mertel in Salzburg. Das Instrument weist die folgende Disposition auf:
| I Manual C–f3 |           |       |
| 1.            | Principal | 8′    |
| 2.            | Gemshorn  | 4′    |
| 3.            | Mixtur    | 1 ⁄3′ |

| II Manual C–f3 |            |    |
| 4.             | Gedeckt    | 8′ |
| 5.             | Salizional | 8′ |
| 6.             | Rohrflöte  | 4′ |
| 7.             | Oktave     | 2′ |

| Pedal C–f1 |         |     |
| 8.         | Subbass | 16′ |

- Koppeln: II/I, I/P, II/P